# جيمس هودغينز
جيمس هودغينز (بالإنجليزية: James Hodgins)‏ هو لاعب كرة قدم أمريكية ومتحدث تحفيزي أمريكي، ولد في 30 أبريل 1977 في سان خوسيه في الولايات المتحدة.

## وصلات خارجية
- جيمس هودغينز على موقع مرجع كرة القدم المحترفة.كوم (الإنجليزية)